# Клостридіальний некротичний ентерит
Клостридіа́льний некроти́чний ентери́т (англ. clostridial necrotizing enteritis, spontaneous enteric gangrene) — тяжкий і потенційно смертельний варіант харчових отруєнь, яку спричинює бета-токсин (Clostridium perfringens beta toxin) Clostridium perfringens. Хвороба зустрічається в деяких регіонах, що розвиваються, зокрема в Новій Гвінеї, де відома під назвою «свинячий бель» (англ. pig-bel). Хвороба була так названа через зв'язок із звичаями бенкетування зі споживанням свинини у місцевих жителів, які відбуваються протягом 3–7 років. У Новій Гвінеї, де люди зазвичай харчуються продуктами з низьким вмістом білка, окрім племінних бенкетів, низка факторів, серед яких хронічне недоїдання та ендемічні гельмінтози, призводять до захворювання. Хвороба також була зафіксована в Німеччині після Другої світової війни, де її назвали нім. Darmbrand — буквально «пожежа кишки» або некроз кишки. Летальність досягала 40 %. Clostridium perfringens, термостійкий варіант типу C, був виділений у багатьох випадках хвороби.
Токсин як правило інактивується деякими протеолітичними ферментами та звичайною кулінарною обробкою, проте коли цьому перешкоджають різноманітні фактори і споживається велика кількість білка, хвороба здатна розвинутися. Спорадичні та вкрай рідкісні випадки зустрічаються у хворих на цукровий діабет.

## Етіологія
Cl. welchii типу C відіграє важливу роль у патогенезі захворювання. Виділені штами мали потужну токсигенність та були однорідними у виробленні токсинів. Часто виникає у відділеннях інтенсивної терапії новонароджених, може бути спричинений також й C. perfringens і C. butyricum, але роль цих організмів потребує подальшого вивчення. Більшість випадків зустрічається у недоношених новонароджених із масою тіла менше 1500 г.

## Патогенез
Термостабільні b токсини C. perfringens типу C виявлені в кишці свиней. Погана техніка різання та неякісне приготування їжі з відсутністю низькотемпературного зберігання, як це зазвичай зустрічається на святкуваннях, сприяють великому бактеріальному та токсинному навантаженням під час застілля. За звичайних обставин кишковий трипсин інактивує токсин b, перш ніж він може пошкодити тонку кишку. Популяції, які недоїдають і живуть на дієті з низьким вмістом білка, мають низький рівень трипсину. Солодка картопля має дуже високий вміст антитрипсину, що ще більше пригнічує активність ендогенного трипсину. Аскариди виробляють антитрипсин як частину захисного механізму, коли вони вторгаються в кишку. Враховуючи високу поширеність зараження аскаридами і неповноцінну дієту населення деяких регіонів дуже вразливе до хвороби. Виникає некротичне запалення тонкої кишки. Некроз сегментарний, що включає невеликі або великі ділянки з різним ступенем крововиливу та інтрамурального газу. Некроз варіюється від пошкодження слизової оболонки до повного некрозу та перфорації.

## Клінічні прояви
Можуть варіювати від легкої діареї до небезпечної для життя послідовного сильного болю в животі, блювання, часто з кров'ю, кривавих випорожнень, виразки тонкої кишки з перфорацією в очеревинну порожнину та можливістю смерті протягом одного дня через розвиток перитоніту. У багатьох пацієнтів спостерігається метеоризм і гарячка. Може виникнути сепсис.

## Діагностика
Діагноз клостридіального некротичного ентериту ґрунтується на клінічних проявах і наявності у випорожненнях токсину C. perfringens.

## Лікування
Лікування включає пеніцилін G, будь-якій цефалоспорин або метронідазол для придушення клостридій. Близько половини тяжкохворих пацієнтів потребують хірургічного втручання з приводу перфорації, стійкої кишкової непрохідності або відсутності реакції на антибіотики.